# Eagle Forum
Eagle Forum é um grupo de interesse conservador nos Estados Unidos, fundado por Phyllis Schlafly em 1972 é a organização-mãe que também inclui o Eagle Forum Education and Legal Defense Fund e o Eagle Forum PAC. O Eagle Forum se dedica principalmente a questões sociais; se descreve como pró-família e relata ter 80.000 afiliados. Outros a descreveram como uma organização socialmente conservadora e antifeminista.

## História

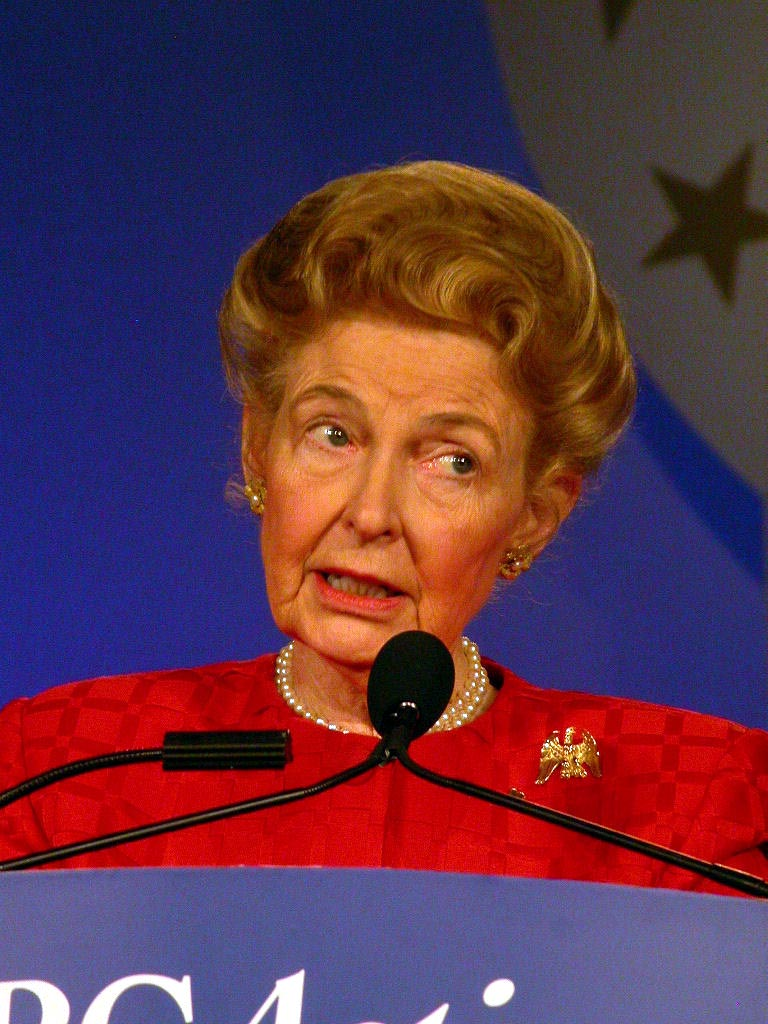
Phyllis Schlafly, fundadora do Eagle Forum, em 2007.

Em 1967, Phyllis Schlafly lançou o Eagle Trust Fund para receber doações relacionadas a causas conservadoras. Após a proposta de 1972 da Emenda dos Direitos Iguais Schlafly reorganizou seus esforços para derrotar a sua ratificação, fundando o grupo "Stop ERA"  e começando o "Boletim de notícias do Eagle Forum". Em 1975 o Stop ERA foi renomeado Eagle Forum.
O Eagle Forum Education and Legal Defense Fund foi organizado em 1981 como uma ala sem fins lucrativos do Eagle Forum.